# 斗六郡
斗六郡（日语：／ Toroku gun */?）為台灣日治時期的行政區劃之一。該郡隸屬台南州。
斗六郡役所設於斗六街。斗六郡管轄斗六街、斗南街、古坑、大埤、莿桐。轄域即今雲林縣斗六市、斗南鎮、林內鄉、古坑鄉、大埤鄉、莿桐鄉等地。

## 統計
| 街名   | 面積 (km²) | 人口 (人) | 人口 (人) | 人口 (人) | 人口 (人) | 人口 (人) | 人口 (人) | 人口密度 (人/km²) |
| 街名   | 面積 (km²) | 本籍      | 本籍      | 本籍      | 國籍      | 國籍      | 計        | 人口密度 (人/km²) |
| 街名   | 面積 (km²) | 臺灣      | 內地      | 朝鮮      | 中華民國  | 其他外國  | 計        | 人口密度 (人/km²) |
| ------ | ---------- | --------- | --------- | --------- | --------- | --------- | --------- | ----------------- |
| 斗六街 | 140.5726   | 41,027    | 1,465     | 13        | 218       | 5         | 42,728    | 304               |
| 斗南街 | 48.1505    | 24,480    | 275       | 0         | 125       | 0         | 24,880    | 517               |
| 古坑   | 166.6059   | 22,927    | 167       | 0         | 2         | 0         | 23,096    | 139               |
| 大埤   | 45.8771    | 16,201    | 30        | 0         | 17        | 2         | 16,250    | 354               |
| 莿桐   | 62.5962    | 16,524    | 262       | 0         | 28        | 1         | 16,815    | 269               |
| 斗六郡 | 463.8023   | 121,159   | 2,199     | 13        | 390       | 8         | 123,769   | 267               |

## 後續發展
1945年3月重慶國民政府通過之台灣接管計劃綱要地方政制中，計畫將斗六郡與台中州的竹山郡、新高郡合併為斗六縣，為該地方政制的30個縣之一。
1945年10月，因台灣省行政長官公署認為該政制不符實際，因此「台灣接管計劃地方政制」並未實施，僅將州廳－郡－街、庄改稱縣－區－鎮、鄉，斗六郡改制為斗六區。1950年，斗六區與虎尾區、北港區合併為一縣，當時斗六縣名稱曾被提出討論，最終選擇1887年至1895年曾使用的雲林縣做為縣名。然而，1887年至1895年的雲林縣包含雲林（今竹山）地區，但1950年新成立的雲林縣卻不包含竹山，因而形成雲林縣卻沒有雲林的情形。

## 歷任郡守
| 任次 | 肖像 | 姓名 (生–卒)           | 在任時間       | 在任時間       | 備註                              |
| ---- | ---- | ---------------------- | -------------- | -------------- | --------------------------------- |
| 1    |      | 山口德治 (？–？)       | 1920年9月1日   | 1924年12月23日 | 濁水發電所啟用。                  |
| 2    |      | 石井善次 (？–？)       | 1924年12月23日 | 1931年9月25日  | 1.斗南水道竣工。 2.斗六神社鎮座。 |
| 3    |      | 倉內孝 (？–？)         | 1931年9月25日  | 1934年9月3日   |                                   |
| 4    |      | 齋藤捨雄 (1883–？)     | 1934年9月3日   | 1936年12月26日 |                                   |
| 5    |      | 中松乙彥 (1889–？)     | 1936年12月26日 | 1939年1月26日  | 斗六神社升格為無格社。            |
| 6    |      | 若森倫次郎 (1910–2002) | 1939年1月26日  | 1939年11月16日 |                                   |
| 7    |      | 渡部政鬼 (1898–？)     | 1939年11月16日 | 1942年4月15日  |                                   |
| 8    |      | 中山義男 (1896–？)     | 1942年4月15日  | 1945年10月25日 | 設立斗六農業實踐女學校。          |

#### 附註
1. ↑  原嘉義廳斗六支廳長。
2. ↑  原土木局庶務課屬。
3. ↑  改任臺中州員林郡守。
4. ↑  原內務局地方課屬。
5. ↑  改任內務局土木課事務官。
6. ↑  原臺南州東石郡守。
7. ↑  原臺中州竹山郡守。
8. ↑  改任臺南州嘉義郡守。
9. ↑  原臺南州嘉義市助役。
10. ↑  改任高雄州教育課長。
11. ↑  原臺北州基隆市助役。
12. ↑  改任臺中州大甲郡守。
13. ↑  原臺北州宜蘭市助役。